# 히가시노촌 (아이치현)
히가시노촌(東野村)은 일본 아이치현 니와군에 설치되었던 촌이다. 현재의 고난시의 서부에 해당한다.